# 山姆·卡特
山姆·卡特（英語：Sam Carter；1988年9月10日—）是一位澳大利亞橄欖球運動員。他是澳大利亞國家橄欖球隊的一員，代表澳大利亞參加了2015年世界盃橄欖球賽。